# Galaxia del Triángulo
La galaxia del Triángulo (también conocida como galaxia espiral M33, Objeto Messier 33, Messier 33, M33 o NGC 598) es una galaxia espiral localizada en la constelación del Triangulum. Con entre 30 000 y 40 000 millones de estrellas es pequeña en comparación con sus vecinas mayores, la Vía Láctea y la galaxia de Andrómeda que tienen, respectivamente, entre 200 000 y 400 000 millones y un billón de estrellas, pero su tamaño es parecido al del resto de galaxias espirales del universo.
M33 es un miembro del Grupo Local de galaxias —el tercero en brillo y tamaño— y parece estar vinculada gravitacionalmente con Andrómeda, la cual está a 750000 años luz de ella y a la que orbita en una órbita de alta excentricidad. LGS 3, uno de los miembros más pequeños del Grupo Local, posiblemente sea una galaxia satélite de ella.

## Etimología
La galaxia recibe su nombre de la constelación Triangulum, donde se la puede ver.  
A veces se la denomina informalmente "Galaxia del molinete" en algunas referencias astronómicas, en algunos programas informáticos de telescopios y en algunos sitios web de divulgación. Sin embargo, la  Base de datos astronómicos SIMBAD, una base de datos profesional, recopila designaciones formales de objetos astronómicos e indica que  Galaxia del molinete se refiere a Messier 101, que varios recursos de astronomía para aficionados, incluidos sitios web de divulgación pública, identifican con ese nombre, y que se encuentra dentro de los límites de la Osa Mayor.

## Información general
Esta galaxia seguramente fue descubierta por el astrónomo italiano Giovanni Battista Hodierna antes de 1654, quien la agrupó junto con el cúmulo abierto que hoy conocemos como NGC 752. Charles Messier la descubrió independientemente en 1764, catalogándola como M33 el día 25 de agosto. La galaxia del Triángulo también fue catalogada por William Herschel el 11 de septiembre de 1784, asignándole el número H V.17. M33 se encuentra entre las primeras "Nebulosas espirales" identificadas por el astrónomo irlandés William Parsons el tercer "conde de Rosse".
Herschel designó la mayor región H II de esta galaxia (nebulosa de emisión difusa que contiene hidrógeno ionizado) como H III.150 separándola de ella y nombrándola NGC 604. Vista desde la Tierra, NGC 604 está localizada al noreste del centro galáctico, y es una de las regiones H II más grandes conocidas, con un diámetro de 1500 años luz y un espectro similar al de M42.
Aunque no puedan compararse con NGC 604, otras regiones HII de Triángulo son también tan grandes y brillantes que tienen su propio número NGC, cómo por ejemplo NGC 588, NGC 592, y NGC 595.
Se dice que la Galaxia del Triángulo, es la única galaxia después de M31, que puede observarse a ojo desnudo bajo condiciones excepcionales, aunque también hay antiguas anotaciones que mencionan que la galaxia espiral M81, situada hacia las estrellas de la constelación septentrional de la Osa Mayor, también se puede observar a simple vista; pero para muchas personas M33 sigue siendo el objeto visible a simple vista más distante. Sin embargo, es muy grande y difusa y el mejor instrumento para observarla son unos binoculares, pudiendo incluso bajo condiciones muy buenas apreciarse con ellos sus brazos espirales, o un telescopio trabajando a muy bajos aumentos.
Lo más importante e interesante que han destacado los expertos de M33 es que se trata de un auténtico hervidero de estrellas nacientes, en donde surgen estrellas a un ritmo muy superior al que nos tiene acostumbrados nuestra Vía Láctea, conteniendo además de NGC 604 algunas de las asociaciones estelares más ricas y brillantes del Grupo Local.

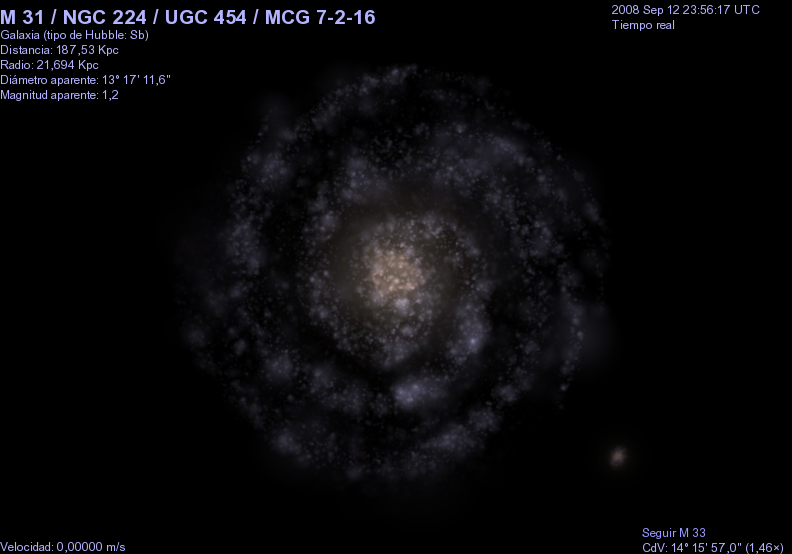
Representación en Celestia de la galaxia de Andrómeda vista desde Triángulo.

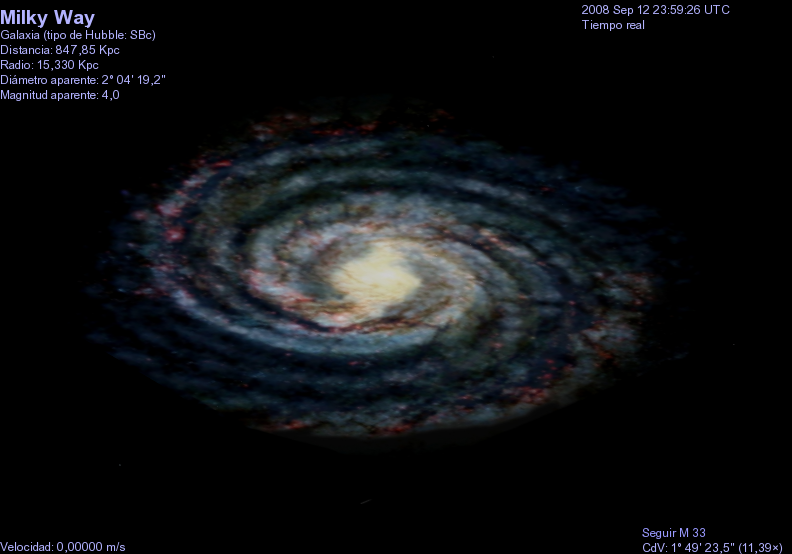
Representación en Celestia del aspecto de nuestra galaxia vista desde Triángulo.

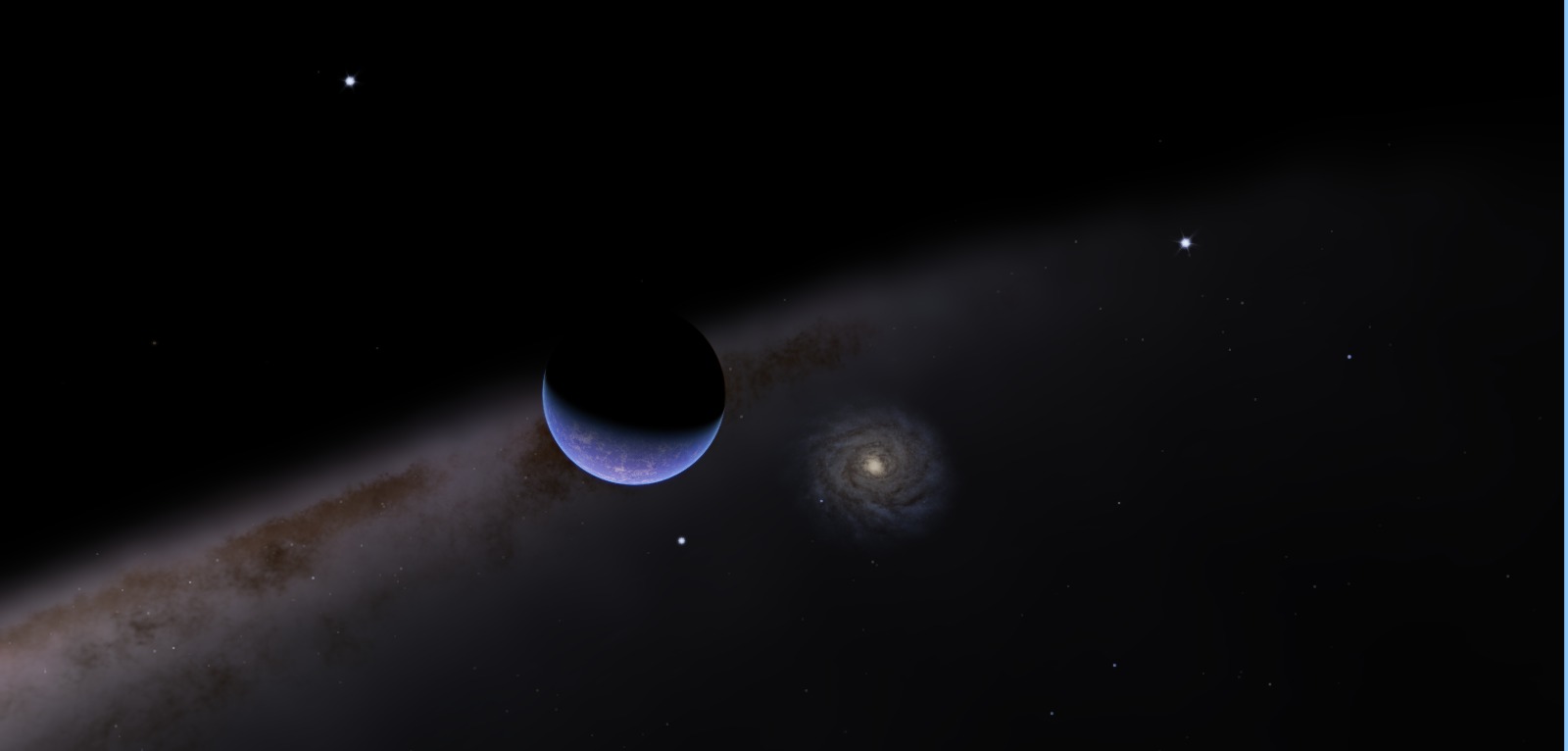
Visión de la galaxia del Triángulo desde Andrómeda con un planeta orbitando de fondo.

M33 tiene un décimo de la masa de la Vía Láctea y mide unos 60000 años luz de largo, aproximadamente la mitad que nuestra galaxia.
Un reciente estudio llevado a cabo por el telescopio de infrarrojos Spitzer muestra que M33 es mayor de lo que puede apreciarse en el visible, llegando sus nubes de polvo más allá de lo que se aprecia en las fotografías. Se piensa que ello es debido a las explosiones de supernova y/o a los vientos solares de estrellas jóvenes
M33 está unida por una corriente de hidrógeno neutro y según estudios recientes también por diversas corrientes de estrellas a M31, además de tener la parte más externa de su disco de estrellas y gas distorsionadas, lo que indica un acercamiento pasado entre las dos, y su destino final puede ser o acabar chocando y fusionándose con la segunda (algo que se desconoce cuándo ocurrirá, pero quizás antes de la colisión entre M31 y nuestra galaxia y que refuerzan investigaciones recientes, que muestran que hubo un acercamiento entre ambas galaxias hace 2500 millones de años y que se producirá otro considerablemente más violento dentro de 2000 millones de años) o acabar participando en la colisión entre la Vía Láctea y Andrómeda, bien colisionando con nuestra galaxia, bien orbitando la galaxia resultante de la colisión de las dos antes de acabar fusionándose también con esta, o incluso siendo expulsada del Grupo Local.
Como nota curiosa, desde esta galaxia se ve a Andrómeda (M31) prácticamente de frente, ofreciendo esta gracias a su relativa cercanía un aspecto impresionante; sin embargo, se vería muy cercana al plano galáctico, por lo cual el polvo la oscurecería y enrojecería, llegando incluso a hacerla invisible en el peor de los casos. 
Nuestra galaxia se vería parecida a como se ve desde Andrómeda, aunque con un ángulo más abierto, un poco menor y menos brillante, y a buena altura sobre el plano galáctico.

## Visibilidad

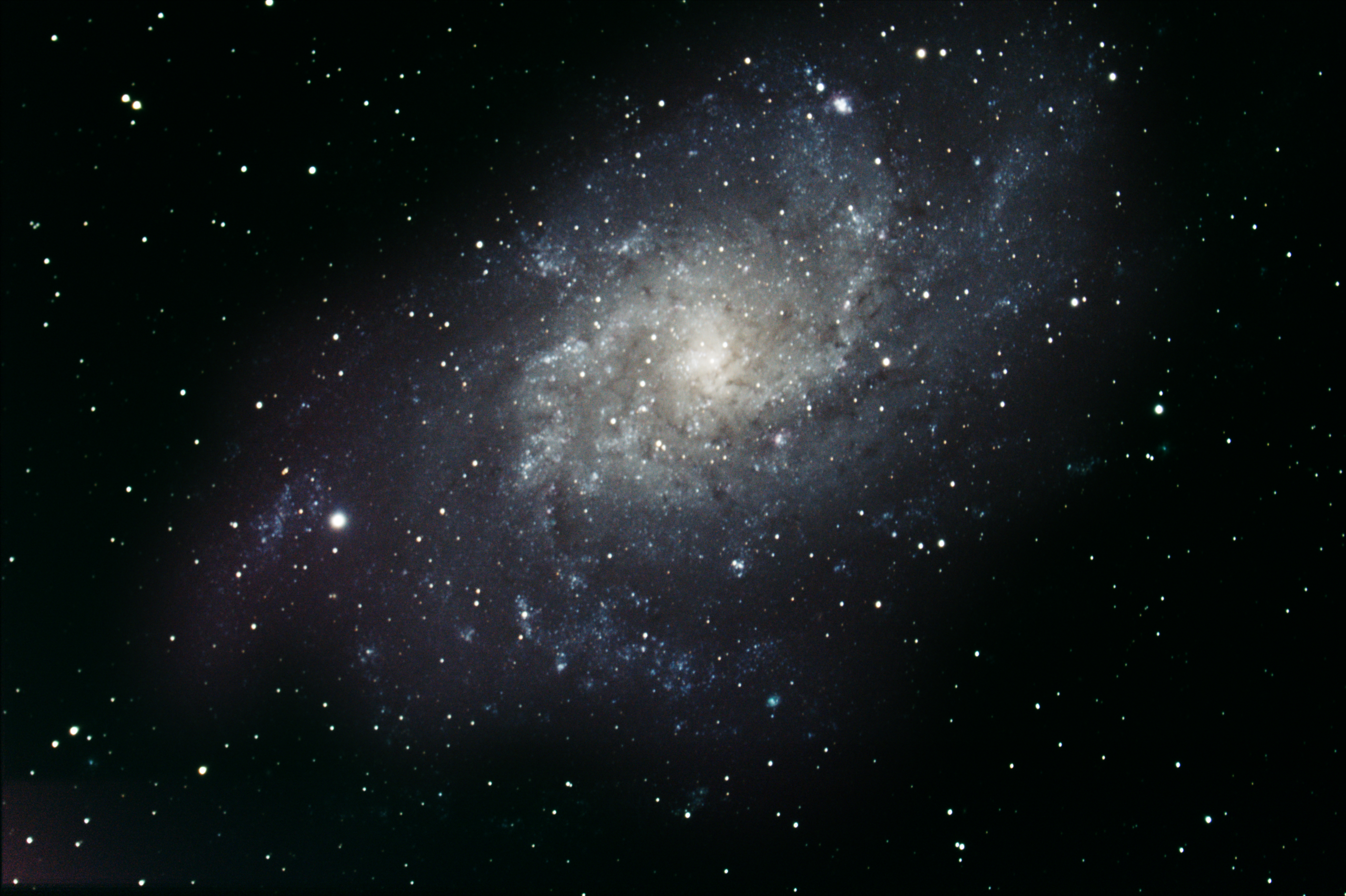
Fotografía de la galaxia del Triángulo hecha con un telescopio.

En condiciones de observación excepcionalmente buenas y sin contaminación lumínica, la Galaxia del Triángulo puede verse a ojo desnudo completamente adaptado a la oscuridad; para esos observadores, es la entidad permanente más lejana visible sin aumento, estando aproximadamente a la mitad de distancia que Messier 31, la Galaxia de Andrómeda. Es un objeto difuso o extendido, más que un punto estelar, incluso sin aumento, debido a su extensión física.
Su observabilidad sin ayuda óptica varía desde ser vista con relativa facilidad por visión directa en zonas rurales profundas bajo un cielo oscuro, claro y transparente, hasta requerir el uso de visión de reojo por parte de observadores en ubicaciones más allá de los suburbios en zonas rurales poco profundas bajo buenas condiciones de visión. Debido a su bajo brillo superficial, la visibilidad de la Galaxia del Triángulo no se ve notablemente mejorada por el uso de prismáticos o telescopios de baja potencia. Es uno de los objetos de referencia de la Escala de cielo oscuro de Bortle, debido a la sensibilidad de su visibilidad al grado de contaminación lumínica presente en la ubicación del observador.

## Propiedades
La Galaxia del Triángulo es el tercer miembro más grande del Grupo Local de galaxias. Tiene un diámetro medido a través de la norma D25 - la isofota donde el brillo superficial de la galaxia alcanza los 25 mag/arcseg2, para ser aproximadamente  18,74 kiloparsecs (61 100 años luz), lo que la convierte en aproximadamente el 60% del tamaño de la Vía Láctea. Es posible que se trate de una compañera de la Galaxia de Andrómeda gravitacional. Triangulum puede albergar 40 000 millones de estrellas, frente a los 400 000 millones de la Vía Láctea y el billón de estrellas de la galaxia de Andrómeda.
El disco de Triángulo tiene una masa estimada de (3-6) × 109 masa solares. masa solares, mientras que el componente gaseoso es de unas 3,2 × 109} masas solares. Por tanto, la masa combinada de toda la materia bariónica de la galaxia puede ser de 1010 masas solares. La contribución de la materia oscura hasta un radio de 55 × 10 3  ly (17 kpc) equivale a unas 5 × 1010 masas solares.

### Localización - distancia - movimiento

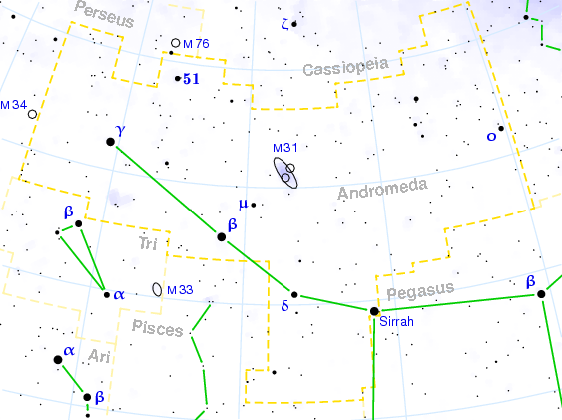
Triangulum (M33; abajo a la izquierda del centro) y la Galaxia de Andrómeda (M31; arriba en el centro)

Las estimaciones de la distancia de la Vía Láctea a la Galaxia del Triángulo oscilan entre 2,380×103 to 3,070×103 años luz (730 to 940 kpc) (o de 2,38 a 3,07  mil años luz), con la mayoría de las estimaciones desde el año 2000 situadas en la parte media de este rango, lo que la hace ligeramente más distante que la Galaxia de Andrómeda (a 2 540 000 años-luz). Se han utilizado al menos tres técnicas para medir las distancias a M 33. Utilizando el método de la variable cefeida, en 2004 se obtuvo una estimación de 2,770×103 ± 130×103 años luz (849 ± 40 kpc). En el mismo año, se utilizó el método de la punta de la rama de la gigante roja (TRGB) para obtener una estimación de la distancia de 2590×3 ± 80×3 años luz (794 ± 25 kpc). La Galaxia del Triángulo se encuentra a unos 750 000 años luz de la Galaxia de Andrómeda.
En 2006, un grupo de astrónomos anunció el descubrimiento de una estrella binaria eclipsante en la Galaxia del Triángulo. Estudiando los eclipses de las estrellas, los astrónomos pudieron medir sus tamaños. Conociendo los tamaños y las temperaturas de las estrellas, pudieron medir la magnitud absoluta de las estrellas. Cuando se conocen la visual y las magnitudes absolutas, se puede medir la distancia a la estrella. Las estrellas se encuentran a una distancia de  3,070×10x3 ± 240×103 años luz (941 ± 74 kpc). La media de 102 estimaciones de distancia publicadas desde 1987 da un módulo de distancia de 24,69, o .883 Mpc (2.878.000 años-luz).